# Hvidmuld
Hvidmuld kaldes det grålige, trævlede trøske, som opstår i træer, der er angrebet af svampe, der nedbryder lignin. Da ligninen er det brunt farvede stof i veddet, bliver kun den hvidgrå cellulose tilbage.
Træer med hvidmuld, har hængende, gummiagtige grene, og stammen synker sammen under sin egen vægt.